# Gare de Beauchery-Saint-Martin
Pour les articles homonymes, voir Gare de Saint-Martin.
La gare de Beauchery-Saint-Martin est une gare ferroviaire française de la ligne de Longueville à Esternay située sur le territoire de la commune de Beauchery-Saint-Martin, dans le département de Seine-et-Marne en région Île-de-France.
Elle est fermée au trafic de voyageurs depuis 1952.

## Situation ferroviaire
Établie à 157 mètres d'altitude, la gare de Beauchery-Saint-Martin est située au point kilométrique (PK) 106,796 de la ligne de Longueville à Esternay, entre les gares de Léchelle et de Villiers-Saint-Georges (toutes deux ouvertes au seul trafic fret).

## Histoire
La station de Beauchery-Saint-Martin est mise en service en 1902 lors du prolongement jusqu'à Esternay de l'embranchement de Provins. Pour la commune, l'apparition de la gare fut un évènement important à tel point qu'en 1930, une fête pour l'anniversaire  de l'inauguration du chemin de fer fut mise en place.

## Service des voyageurs
La gare est fermée au trafic voyageurs.

## Projets
Provins - Villiers-Saint-Georges : le 16 décembre 2009, le site Web « provins.evous.fr » fait état d'une information sur un projet de réouverture « annoncée » de la section de ligne Provins - Villiers-Saint-Georges. En effet, la mise en service des dernières rénovations ont eu un effet sur la fréquentation des trains, ce qui a engendré la saturation des parcs de stationnement à Provins. Le président de la SNCF a confirmé lors d’une réunion avec les élus locaux, le vendredi 11 décembre 2009, la réouverture aux transports de voyageurs de la section Provins - Villiers-Saint-Georges. Une étude de faisabilité devrait être effectuée  prochainement pour un train touristique qui ferait Provins - Léchelle - Beauchery - Villiers-Saint-Georges (en reprenant l'ancien tracé). On ne sait cependant pas si l'emplacement de l'arrêt sera desservi.